# Philibert Commerson
Pour les articles homonymes, voir Commerson.
Philibert Commerson (18 novembre 1727, Châtillon-les-Dombes - 13 mars 1773, île Maurice) est un médecin, explorateur et un naturaliste français. Son nom est parfois écrit par ses contemporains Commerçon, conformément à la prononciation.
Il est connu pour avoir accompagné Bougainville comme naturaliste dans son voyage autour du monde, et pour avoir secrètement aidé Jeanne Barret à participer au voyage et devenir ainsi la première femme botaniste à avoir fait le tour du monde. Ensemble, ils collectèrent des milliers d'espèces de plantes nouvelles, d'insectes, de poissons et d'oiseaux qui furent offerts au Jardin du roi. Une mort précoce, à l'âge de 45 ans, ne lui laissa pas le temps de publier ses travaux. En 2011, 42 genres nommés par Commerson sont valides et plus de 100 espèces végétales portent son nom. Mais Commerson n'a en fait rien publié lui-même, étant mort prématurément. Il a simplement laissé des herbiers avec des annotations. C'est pourquoi ses noms apparaissent sous une forme comme Comm. ex Juss.

## Jeunesse 1727-1754
Philibert Commerson est le fils de Georges-Marie Commerson, notaire et conseiller du prince de Dombes, et de Jeanne-Marie Moz. Il vit le jour le 18 novembre 1727 à Châtillon-les-Dombes (actuellement Châtillon-sur-Chalaronne), une petite commune à une quarantaine de kilomètres au nord de Lyon. Il reçut de la part de son père une éducation très stricte.
Alors qu'il était en classe de 3e, à Bourg-en-Bresse, un professeur lui fait découvrir lors de promenades, les joies de la botanique. Après deux années de rhétorique à Bourg, il poursuit ses études au collège bénédictin de Cluny. Bien que destiné par son père au métier de notaire, Philibert Commerson ne l'entend pas ainsi et part en 1748 étudier la médecine à la Faculté de Médecine de Montpellier où il obtiendra le grade de docteur en 1754. Il exercera peu son métier de médecin mais sa passion dévorante pour les plantes guidera toute sa vie. Voilà comment le décrit, quelques années après sa mort, François Beau, son beau-frère « Le sieur de Commerson né avec un génie rare, montra dès sa plus tendre enfance un goût décidé pour l'étude des sciences naturelles et ce goût devint dans la suite, passion poussée à des excès incroyables » (cité dans Allorge, 2003).
Sa passion pour la botanique est telle, qu'il n'hésite pas à chaparder des plantes et fruits dans le Jardin des plantes de Montpellier de feu Richer de Belleval, au point où son professeur de botanique de l'université lui en interdit l'accès. Ses frasques d'étudiant lui seront pardonnées, car ses talents de collecteur et descripteur de plantes sont reconnus. À l'époque, la botanique constituait une part importante du cursus de médecine et il put s'y investir avec la frénésie de la jeunesse. Il préférait l'observation précise de la Nature aux discours pompeux et creux des Diafoirus brocardés par Molière. Plutôt que de s'incliner pieusement devant le mystère de Dieu, la botanique permet de construire pas à pas, une image ordonnée du monde, validable par l'observation de chacun et pouvant être organisée par la raison.
De cette époque, reste un herbier de la flore du Languedoc.

## Un médecin naturaliste de la Bresse 1754-1764
Son diplôme en poche, il quitte Montpellier le 9 septembre 1754 et part herboriser dans les Cévennes, en Savoie puis en Suisse. Sur la route, il va rendre visite à Voltaire à Ferney, près de la frontière suisse. Le philosophe des Lumières ne lui propose pas moins que de devenir son secrétaire mais Commerson décline l'offre et préfère reprendre ses herborisations vagabondes vers sa Bresse natale. Il déclara malicieusement que l'homme avait l'air d'un filou et était en proie à des terreurs nocturnes. Toutefois, toute sa vie sera guidée par l'esprit des Lumières.
À plus de trente ans, Commerson semblait toujours dépendre de ses parents. Il crée dans sa ville natale un petit jardin botanique et se rend en visite dans les autres jardins botaniques de la région. Il se constitue un réseau de correspondants « à graines » qui s'étend jusqu'à Rouen, Genève, la Grande Chartreuse. Sa réputation de naturaliste va jusqu'aux oreilles de Carl von Linné qui le charge de décrire  les plantes marines, les poissons et les coquillages de la Méditerranée. On ne sait rien du voyage qu'il fit à cette occasion mais on a quelques notes manuscrites conservées au Muséum et une très belle collection de poissons de la Méditerranée conservée à Stockholm. Un éditeur lui propose de publier un ouvrage d'ichtyologie mais il ne lui donne pas suite. Commerson était un perfectionniste toujours insatisfait de son travail et ne publia jamais rien.
Sa passion de la collecte de spécimens naturalistes était sans limite. « Pendant huit ou neuf années consécutives, raconte son beau-frère, il a passé les étés alternativement dans les Alpes et les Pyrénées pour chercher des plantes et des insectes dans ces montagnes qu'il parcourait trois ou quatre fois de suite ; il vivait de pain et de laitage qu'il achetait à des bergers et couchait dans leur cabane sur des feuillages ».
En 1760, à 33 ans, il épouse la fille d'un notaire, Antoinette Vivante Beau. Le couple s'installe dans un village du Charolais, à Toulon-sur-Arroux, où il ouvre un cabinet de médecin. Son beau-frère, François Beau, est le curé du village.
Après deux années d'union heureuse, sa femme meurt en couches en 1762, en donnant naissance à un fils, Anne François Archambault Commerson (1762-1834). Philibert Commerson très affecté, sombre dans le désespoir.
Il lui faudra deux ans pour accepter la perte de l'être cher. Il s'investit encore plus dans son travail pour oublier sa douleur. Son beau-frère nous indique qu'« Il passait souvent quinze et vingt jours de suite sans dormir et sans prendre un instant de repos pour étudier, observer et rédiger ; il se permettait à peine quelques instants pour prendre à la hâte des nourritures grossières, ne se nourrissant que de pain, de légumes et de fromages, pour donner plus de temps à sa passion pour les sciences... ». Plus tard, il dédia à la mémoire de sa bien-aimée Antoinette Beau, un arbre observé à l'île Maurice, sous le nom de Pulcheria commersonia qui rassemblait leurs deux patronymes (en latin pulcher « beau »), tout comme le fruit renfermait deux semences en forme de cœurs unis. Mais le genre Pulcheria ne restera pas dans la postérité car il ne l'a pas publié. La plante s'appelle maintenant Polycardia phyllanthoides (Lam.) DC. (famille des Celastraceae). Par contre, Lamarck a publié le nom Boea Comm. ex Lam. (1785) (Gesneriaceae), dédié à François Beau par Commerson, pour une plante trouvée au détroit de Magellan.

## Paris et le monde scientifique 1764-1766

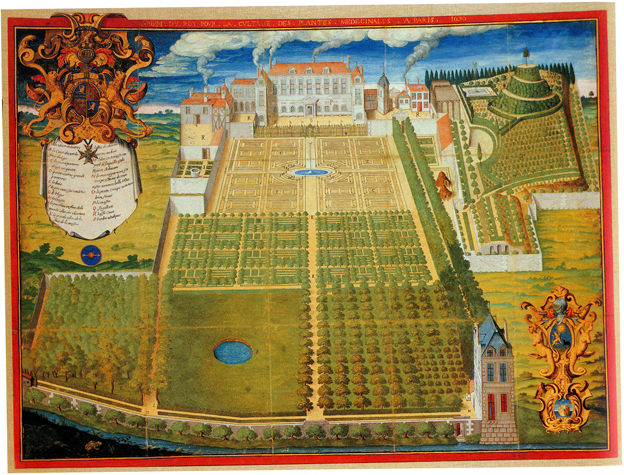
Le Jardin du Roi, 1636

Commerson va être tiré de sa réclusion par un jeune astronome, Jêrome de Lalande, comme lui originaire de la Bresse, qui mène une brillante carrière à Paris. Il écrivait souvent à cet ami d'enfance des lettres empreintes du plus vif enthousiasme pour la botanique. Lalande qui admirait son courage et sa passion, le convainc de « monter à la capitale » pour élargir ses perspectives. En août 1764, Commerson s'installe dans un appartement sis au 13 de la rue des Boulangers, tout près du Jardin du Roy, le futur Jardin des Plantes. Son fils est confié à son oncle maternel, l'abbé Beau.
Pour tenir sa maison, Commerson fait venir de Bourgogne, une jeune servante de 24 ans, Jeanne Barret qu'il avait probablement employée comme gouvernante après la mort de son épouse. D'origine très modeste, son père était un saisonnier agricole, mais très curieuse, elle apprend vite au contact du naturaliste comment classer les herbiers et autres collections d'histoire naturelle. Elle deviendra une botaniste avertie, comme en témoignera plus tard Bougainville. Une grande complicité va s'établir entre eux et probablement beaucoup plus bien qu’il fût de 13 ans son ainé. Plusieurs ouvrages romancés ont brodé sur ces amours secrètes.
À cette époque, Commerson fréquente le monde scientifique de la capitale. Il rencontre les naturalistes de la famille de Jussieu, Michel Adanson et Buffon. Lalande l'introduit aussi auprès des mathématiciens et astronomes qui gravitent autour de l'Observatoire et du Palais du Luxembourg où la belle et brillante mathématicienne, Nicole-Reine Lepaute, tient salon et à qui il dédiera plus tard une plante (l'hortensia).
C'est aussi grâce à Lalande et surtout aux recommandations du médecin académicien Poissonnier que Commerson sera nommé « médecin naturaliste du Roy » pour accompagner Bougainville dans son voyage autour du monde.

## Le voyage autour du monde avec Bougainville (1767-1768)

La circumnavigation de Bougainville.

Le 26 octobre 1766, le roi Louis XV donne instructions au Sieur de Bougainville de restituer les îles Malouines aux Espagnols et de passer le détroit de Magellan pour effectuer un tour du monde. Les deux vaisseaux envoyés iront « à la Chine », en reconnaissant au passage les terres intéressantes. Le voyage doit durer deux ans.
Commerson sembla un moment hésiter à partir pour l'aventure dans les terres inconnues. « Peut-être ferais-je mieux, écrit-il le 20 octobre 1766 à son beau-frère, de rester dans l'état d'heureuse médiocrité où je suis placé? L'amour de l'étude et de la retraite, de concert avec un généreux mépris de tout ce que les hommes ambitionnent le plus, semblent devoir me retenir toujours… ». Mais il n'en fait rien en raison dit-il d'« une vive passion que j'aie toujours eue pour les choses grandes et difficiles ».

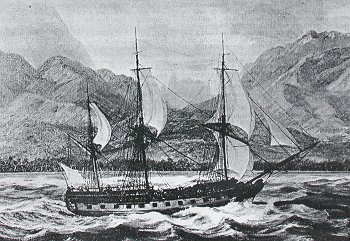
La Boudeuse.

Alors que la frégate La Boudeuse commandée par Bougainville navigue déjà, Commerson embarque à Rochefort, le 1er février 1767, dans la flûte L'Étoile avec son « valet de chambre, gagé et nourri par le Roy », un certain Jean Baret ou Barret. La métamorphose de Jeanne en Jean Barret s'est faite apparemment à l'insu de tous.
Commerson, très incommodé par le mal de mer, obtint du capitaine La Giraudais de partager sa cabine avec son fidèle valet pour qu'il puisse lui porter secours « de jour comme de nuit ».

### L’Amérique du Sud (mai 1767-janvier 1768)

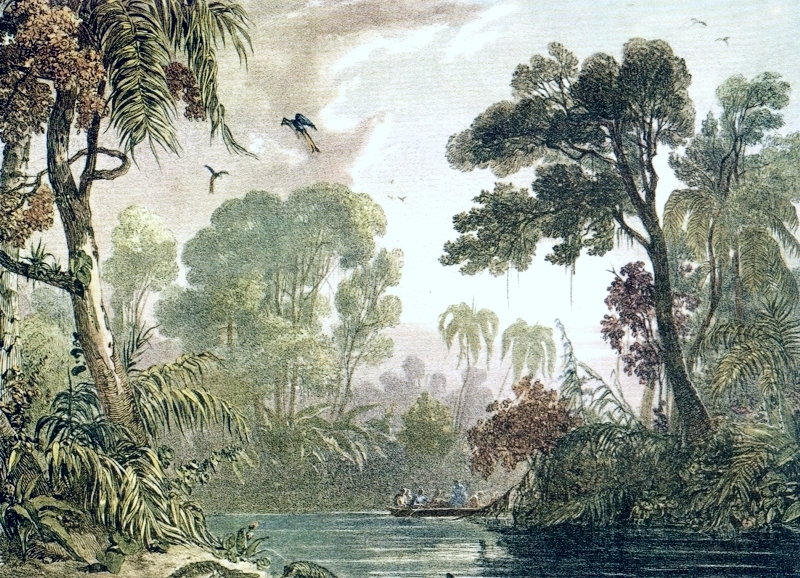
Exubérance de la flore tropicale (Embouchure de la rivière Caxoera, 1820, Brésil)

Après trois mois de navigation, L'Étoile aborde les îles Malouines. Bougainville qui est déjà sur place remet l'île à l'Espagne le 1er avril 1767, comme prévu. Ils mettent ensuite la voile pour le Brésil pour un nouveau rendez-vous.
La rencontre des deux navires se fera 21 juin 1767 à Rio de Janeiro. Lors de cette escale brésilienne, Commerson s'empressera d'aller herboriser à terre. Et comme tout naturaliste européen découvrant pour la première fois l'exubérance de la flore tropicale, il s'extasie devant la générosité de la nature : « au milieu de l'hiver, les oranges, les bananes, les ananas se succèdent continuellement, écrit-il à un ami, les arbres ne perdent jamais leur verdure ; l'intérieur des terres fertiles en toutes sortes de gibier, en riz, en manioc, y offre sans culture, une subsistance délicieuse à ses habitants...Vous connaissez ma fureur de voir ; au milieu de toutes ces hostilités, en dépit d'un mal de jambe affreux, qui m'était revenu en mer, j'ai osé vingt fois descendre avec mon domestique dans une petite pirogue, sous la conduite de deux nègres, et parcourir l'une après l'autre les différentes côtes et les îlots de la baye ».

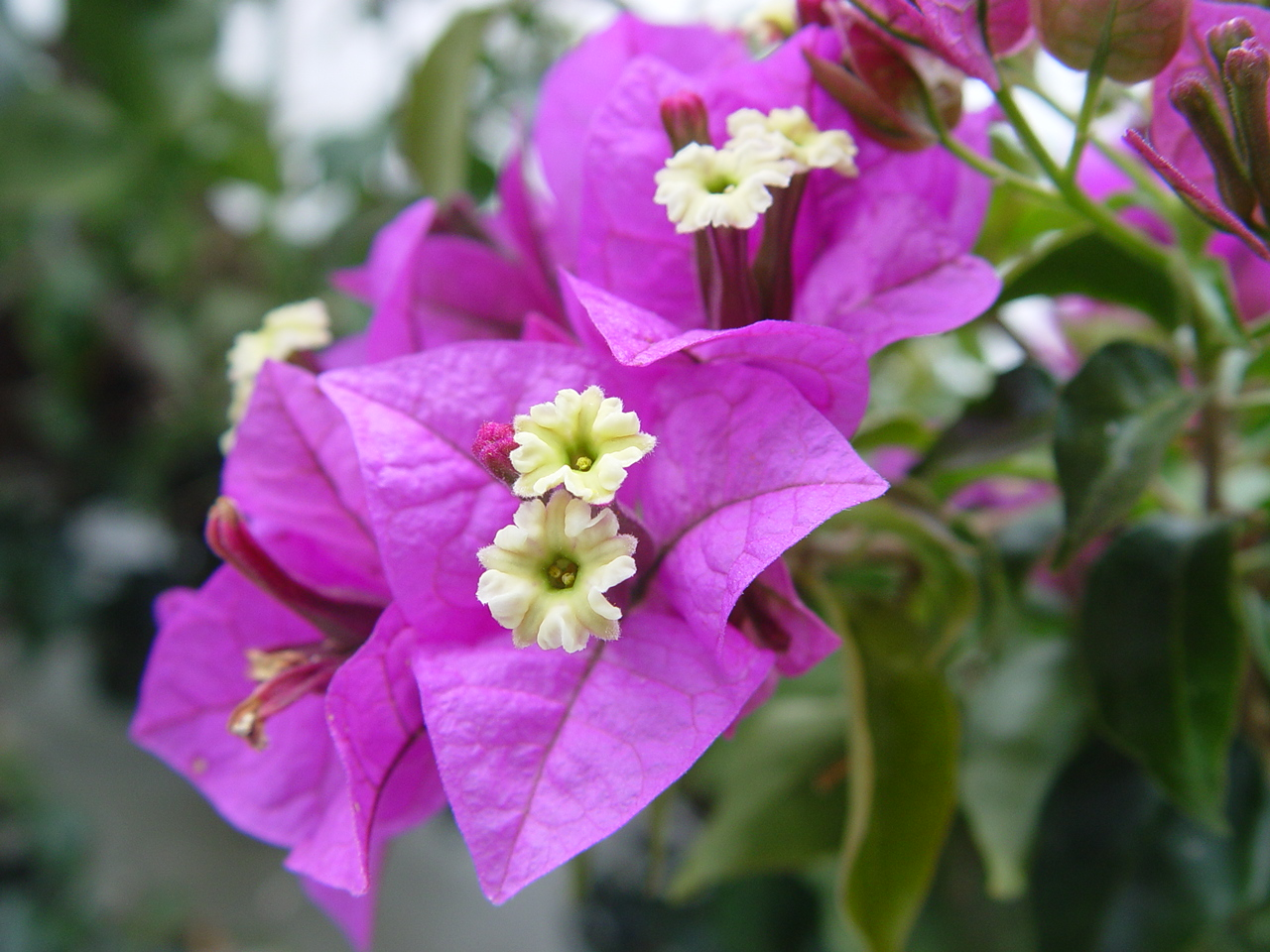
Le bougainvillier, aux bractées pourpres

Au cours d'une de leur exploration, ils tombent en arrêt devant une liane flamboyante « une plante admirable aux larges fleurs d'un violet somptueux ». Elle sera baptisée Bougainvillea spectabilis Willd. en hommage au capitaine de l'expédition, Louis Antoine de Bougainville, qui se montre un capitaine exemplaire, féru de sciences naturelles et de mathématiques, inspiré de l'esprit des Lumières. L'échantillon collecté par Commerson existe toujours. L'holotype est conservé dans l'herbier national français au Muséum de Paris et est visible en ligne. Parfois, ils motivent plus malicieusement leurs dénominations, comme le Colletia cruciata, un arbuste aux épines imposantes, en dédicace à un botaniste et magistrat Philibert Collet, un Châtillonais comme Commerson mais qu'il n'apprécie pas outre mesure. Autres isotypes récoltés : Machaerium punctatum (Poir.) Pers., un bel arbuste de la famille des Fabaceae, ou Cleome rosea Vahl ex DC, une Capparaceae. Lors de leur séjour sud-américain, les deux infatigables explorateurs, auront collecté et mis en herbier 1 800 espèces végétales.
Après une escale d'un mois à Rio de Janeiro, les deux navires feront voile vers l'estuaire du Río de la Plata entre Montevideo et Buenos Aires où ils resteront quatre mois.
Commerson et sa complice Barret en profitent pour aller souvent à terre herboriser. D'après Antoine-Laurent de Jussieu, à Buenos Aires et Montevideo, Commerson aurait décrit des plantes appartenant aux genres Capellia, Geranium, Collettia, Ciallea, Solanum, Molinea, Tropaeolum, Aenothera, Bipinnula, Berberis, Eryngium etc. Quelques années plus tard, en 1803, ce même A-L. Jussieu établira le nouveau genre Petunia sur la base de deux plantes récoltées par Commerson  autour de l'embarcadère de Montevideo, le Petunia parviflora Juss., et le Petunia nyctaginiflora Juss. (deux isotypes).

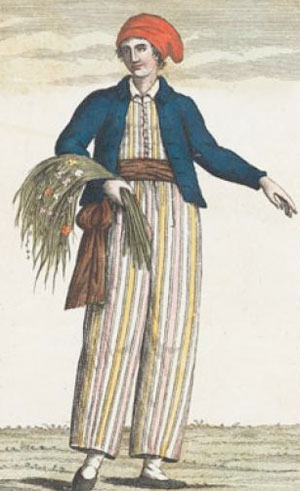
Jeanne Barret, dans son costume de marin

Bougainville attendit les accalmies de l'été austral pour franchir le détroit de Magellan en décembre 1767 et janvier 1768. L’Étoile qui prend l'eau et La Boudeuse qui se révèle peu manœuvrante, obligent à faire de nombreux arrêts que les deux naturalistes mettent à profit pour se livrer à un inventaire de la flore et de la faune de la Terre de Feu. Plus tard, dans le récit de son voyage, Bougainville fera l'éloge de « l'infatigable Baré, botaniste déjà fort exercé, que nous avions vu suivre son maître dans toutes ses herborisations, au milieu des neiges et sur les monts glacés du détroit de Magellan et qui portait même dans ses marches pénibles, les provisions de bouche, les armes et les cahiers de plantes, avec un courage et une force qui lui avait mérité du naturaliste [Commerson] le surnom de sa bête de somme ».
Les Patagons vont à la rencontre des explorateurs avec de grands témoignages d'amitié. Ce ne sont pas des géants comme les Anglais en avaient répandu la légende. Ils sont de belle stature, certes, « tous de cinq pieds six pouces à cinq pieds et huit pouces [environ 1,70 m] et sont extrêmement carrés pour leur taille et ont la tête très grosses » comme l'écrit Commerson qui se livre à une description minutieuse de leurs coutumes, de leurs vêtements et de leurs pirogues. Les Patagons servent de guides aux deux collecteurs dans leurs explorations. Le Jardin botanique de Lyon conserve deux échantillons de plantes collectées à cette occasion : une fougère et la violette maculée (Viola maculata Cav.) à fleurs jaunes. Autre plante recueillie par Commerson dans le détroit de Magellan, un arbuste, la Philesia buxifolia Juss. (ou Philesia magellanica J.F. Gmel.) à l'origine du genre Philesia Comm. ex Juss., 1789 (famille des Philesiaceae).
La collecte dans le Détroit de Magellan (Chili) sera fructueuse, puisqu'on trouve aussi plusieurs isotypes répétoriés au Catalogue des récoltes botaniques du Muséum

### Tahiti ou la Nouvelle-Cythère (du 6 au15 avril 1768)

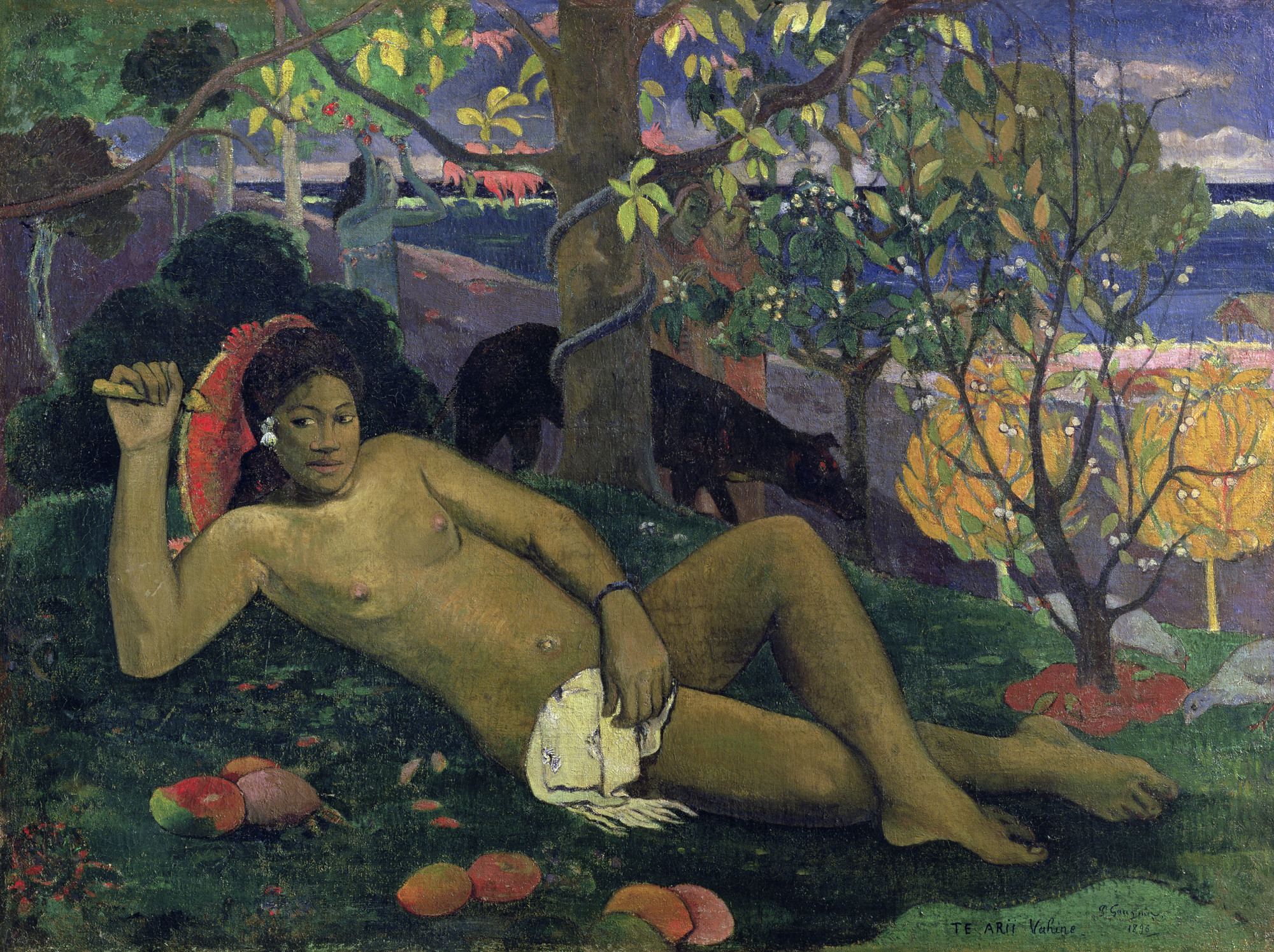
A la Nouvelle-Cythère, le nom donné à Tahiti par Bougainville, tout rappelle à chaque instant les douceurs de l'amour, tout crie de s'y livrer assure Bougainville. Plus d'un siècle plus tard, Paul Gauguin sacrifiera au mythe de la vahiné aguicheuse.

Après avoir essuyé les bourrasques de vent glacial, de pluie et de neige du détroit de Magellan et s'être apitoyés sur la misère sordide des peuples Fuégiens qui peuplent la côte, si peu conformes au modèle rousseauiste du « bons sauvages », les navigateurs abordèrent l'océan Pacifique en gardant l'espoir de découvrir le cas échéant le jardin d'Éden où devaient vivre à l'état naturel, des hommes "naturellement bons".
Les navigateurs épris de l'ouverture d'esprit des Lumières et rejetant le dogmatisme moral dominant, ne seront pas déçus par l'étape de Tahiti. Bougainville nous conte avec une délectation à peine contenue, dans un passage célèbre de son récit Voyage autour du monde, comment les premières pirogues chargées de femmes dénudées les abordèrent et comment « il entra à bord une jeune fille qui vint [se placer] sur le gaillard d'arrière... La jeune fille laissa tomber négligemment un pagne qui la couvrait et parut aux yeux de tous telle que Vénus se fit voir au berger phrygien. Elle en avait la forme céleste. ». Plus loin, il nous dit « J'ai plusieurs fois été...me promener dans l'intérieur. Je me croyais transporté dans le jardin d’Éden...Un peuple nombreux y jouit des trésors que la nature verse à pleine mains sur lui. Nous trouvions des troupes d'hommes et de femmes assises à l'ombre des vergers; tous nous saluaient avec amitié...partout nous voyions régner l'hospitalité, le repos, une joie douce et toutes les apparences du bonheur ».
Dans une lettre adressée à Lalande et que celui-ci publiera dans le Mercure de France en novembre 1769, Commerson donnera une vision rousseauiste de « l'Ile de Cythère ou Taïti » encore plus idéalisée que celle de Bougainville :

« Cette Isle me parut telle, que je lui avais déjà appliqué le nom d'Utopie ou de fortunée...Le nom que je luis donnais convenait à un pays, le seul peut-être de la terre où habitent des hommes sans vices, sans préjugés, sans besoins, sans dissensions. Nés sous le plus beau ciel, nourris des fruits d'une terre qui est féconde sans culture, régis par des pères de famille plutôt que par les Rois, ils ne connaissent d'autre Dieu que l'amour ; tous les jours lui sont consacrés, toute l'île est son temple, toutes les femmes en sont les idoles, tous les hommes les adorateurs… La honte ni la pudeur n'exercent point leur tyrannie »

. On peut supposer que cette vue idéalisée avait à voir avec l'idéal moral et philosophique de Commerson.

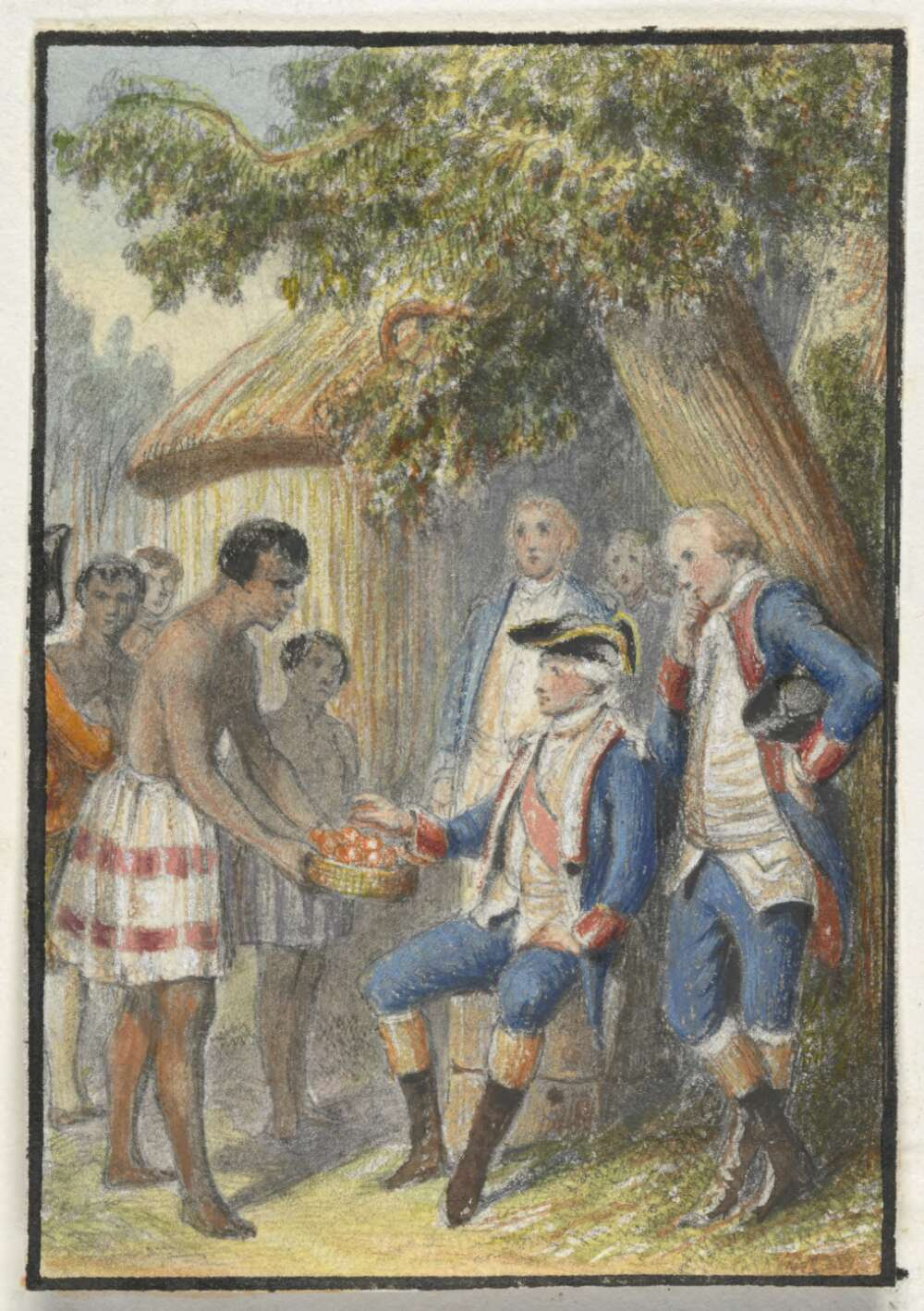
Tahitiens présentant des fruits à Bougainville, 1768. Les principales productions de l'île sont le coco, la banane, le fruit à pain, l'igname, le curassol(corossol), le giraumon… (Voyage)

Ces premiers jugements sur la société tahitienne furent ensuite très tempérés par les informations plus précises que les explorateurs obtinrent de Aotourou, un Tahitien embarqué sur la frégate La Boudeuse. Dans son récit Voyage autour du monde écrit à son retour, Bougainville divise son récit en deux parties : dans un premier chapitre, il raconte au jour le jour l'émerveillement de la découverte d'insulaires affables, hospitaliers, aux femmes charmeuses et dans un second chapitre, il donne une description ethnographique plus nuancée de cette société. Et là, il reconnaît s'être trompé sur le caractère égalitaire des rapports sociaux ou sur leur pacifisme puisqu'« ils sont presque toujours en guerre avec les habitants des îles voisines ». Il ne s'agit plus de la découverte de « bons sauvages » puisque ces hommes lui apparaissent ni bons ni sauvages mais différents et dignes de respects. Bougainville s'insurgera contre la dénomination de « sauvage » et en interdira l'usage par l'équipage.
Ces récits inspirèrent à des philosophes comme Diderot quelques réflexions audacieuses sur les fondements des lois morales, l'hypocrisie des sociétés policées et sur l'autonomie de l'individu qui n'a pas à se soumettre à un Dieu mais ne doit s'en remettre qu'à la Raison.
Durant ce bref séjour de 9 jours, Commerson n'eut guère le temps d'herboriser et quand il s'y essaya, la prospection tourna court comme le raconte Bougainville :
« M. de Commerçon y descendit [à Tahiti] pour herboriser; à peine Baré, qui le suivait avec les cahiers sous son bras, eut mis pied à terre, que les Tahitiens l'entourent, crient que c'est une femme et veulent lui faire les honneurs de l'île. Le chevalier de Bournand, qui était de garde à terre, fut obligé de venir à son secours et de l'escorter jusqu'au bateau. » (Voyage 1771). Toutefois, dans son Journal, Bougainville avait daté bien plus tard, le 28 mai 1767, au large de Vanuatu, la découverte du travestissement de Jeanne, tout en laissant entendre l'existence d'une rumeur bien antérieure.
Ces événements avaient de quoi troubler l'esprit des explorateurs qui s'intéressèrent dès lors plus à la population qu'aux plantes, si bien qu'on ne trouve pas une seule plante tahitienne dans la Base de données de collections du Muséum, ni dans la base Tropicos. Commerson nous a laissé par ailleurs, des dessins ethnographiques avec des notes manuscrites constituant un témoignage très précieux de la culture Tahitienne au XVIIIe siècle (A. Lavondès).

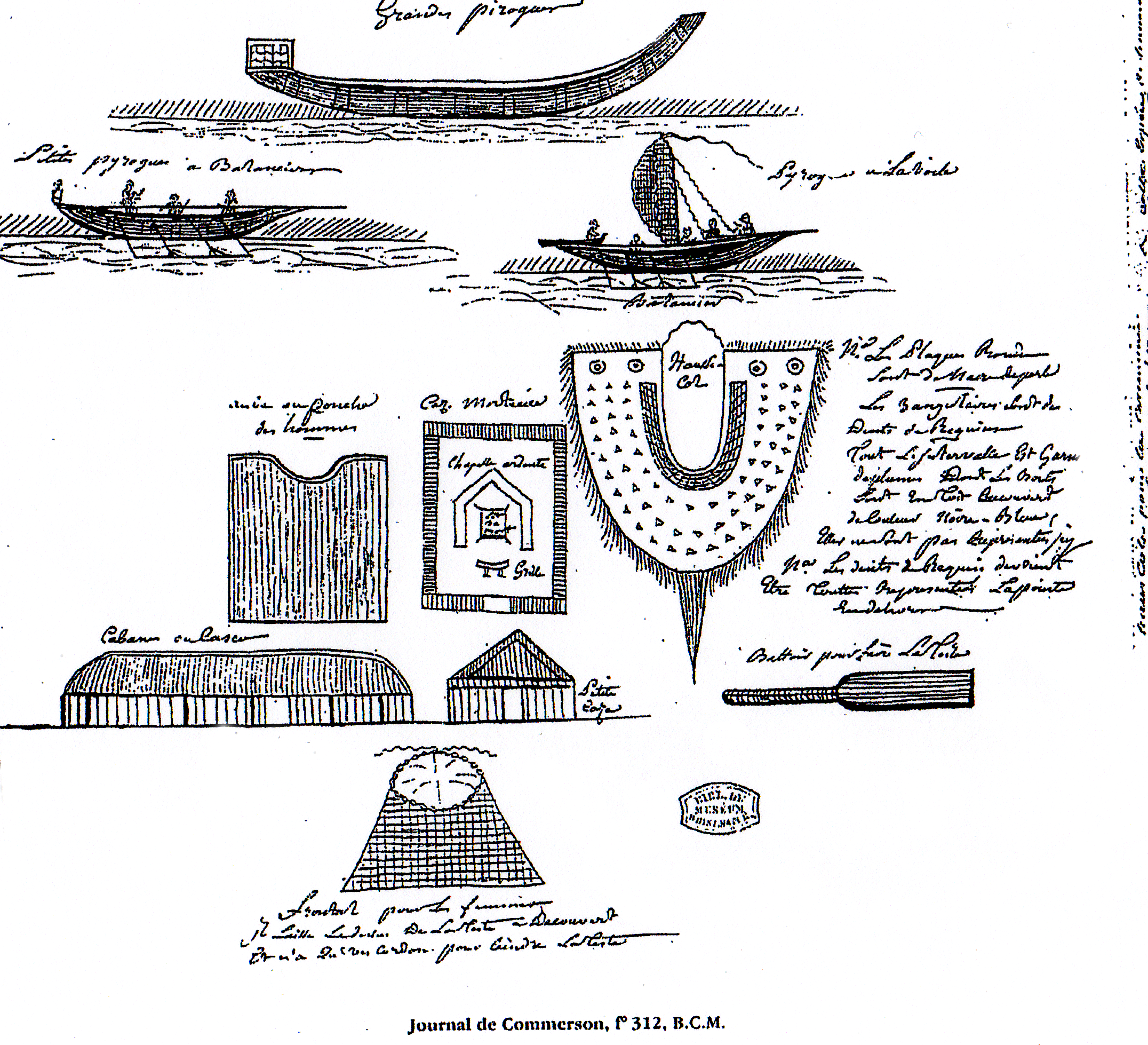
Dessins de pirogue tahitienne de Commerson

Nous lui devons la première illustration d'une pirogue tahitienne de lagon ou va'a motu. Il a aussi représenté les ornements des chefs de guerre ou divers outils comme une herminette taillée en roche volcanique dense, car à cette époque les Polynésiens n'utilisaient pas de métal. Bougainville et Commerson emportèrent beaucoup de coquillages, de plantes, d'objets de mobiliers comme des tapa qu'ils avaient reçu en cadeau ou en échange de haches, de clous, de perles. Malheureusement ces pièces de collection ont été dispersées au moment de la Révolution.
D'après Pierre Sonnerat, un collègue naturaliste qu'il rencontra à l'île Maurice, Commerson a découvert  un arbre qu'il appelle evia (ou evi) et « cet arbre a été apporté de Taïti, ou île de Cythère, à l'île de France, par M. de Commerçon, Médecin naturaliste du Roi...Si cet arbre doit être rapporté au genre Spondias de Linné, cette espèce est [cependant] inconnue ». Cet arbre décrit précisément par Sonnerat est appelé évi à La Réunion, fri siter  (fruit de Cythère) à l'île Maurice, de pom (/prin) sitè aux Antilles françaises.
Il recevra finalement le nom de Evia dulcis puis de Spondias dulcis par Sydney Parkinson.
Un autre arbre ramené par Commerson, est le « bonnet carré », ou « bonnet d’évêque » en raison de son gros fruit de forme carrée évoquant un bonnet d'ecclésiastique. Bougainville avait suggéré le nom de Commersonia mais l'intéressé préféra le nom de Peissoniera du docteur Peissonier (ou Poissonnier), le médecin ministre de la Marine qui avait facilité son voyage. Finalement, l'arbre sera dénommé Barringtonia asiatica par Kurz dans une publication de 1875. Le genre Commersonia existe toutefois, il a été créé en 1776 par Forster un naturaliste allemand, pour désigner des arbres de la famille des Malvaceae.

### Vanuatu, Nouvelle-Guinée, Nouvelle-Irlande, Bourou, Batavia (mai - septembre 1768)
Après l'épisode mémorable de Tahiti, les deux navires font voile vers Samoa (baptisé Petites Cyclades par Bougainville) puis Vanuatu (nommé Grandes Cyclades) et approchent la barrière de corail de l'Australie (ou Nouvelle-Hollande). Ils remontent ensuite le long de la côte nord de la Nouvelle-Guinée et comme ils n'avaient plus ni eau, ni bois, ils font une escale de 18 jours en Nouvelle-Irlande, à Port-Praslin (Kambotorosch). Les contacts avec les populations insulaires sont nettement plus difficiles. Leurs traditions guerrières empêchent de faire du troc. Toutefois, Bougainville indique à plusieurs reprises qu'il ordonne à ses soldats de ne pas abuser de leur supériorité militaire. Tant que leurs vies ne sont pas menacées par des attaques à coup de pierres et de flèches, ils ont ordre de ne pas riposter violemment et il dit même, à la suite d'une riposte, « je pris des mesures pour que nous ne fussions plus déshonorés par un pareil abus de supériorité de nos forces » (Voyage p. 256, p. 276). Admirable esprit de tolérance des Lumières, capable de respect de l'autre ! Tous ces voyageurs des Lumières ne se sentent pas investis d'une mission civilisatrice comme allaient le penser les colons et missionnaires plus hautains de la fin du XIXe siècle.
À Port-Praslin, suivant l'inventaire de Jussieu, Commerson récolta 86 espèces de plantes dont des espèces types.
L'expédition avait pris beaucoup de retard en Amérique du Sud, Bougainville voyant qu'il n'avait plus le temps d'aller en Chine, se dirigea vers l'archipel des Moluques à l'ouest. C'est le domaine où les Hollandais imposent leur monopole sur la production et le négoce des épices. La noix de muscade et le clou de girofle étaient les plus recherchés.
À bout de vivres, très affamés, victimes du scorbut, ils mouillent du 2 au 7 septembre à Bourou, une île des Moluques. Le résident Hollandais les accueille correctement le temps de se ravitailler et de constater que les épices ne sont pas cultivés sur l'île. Le 28 septembre, ils arrivent à Batavia, sur l'île de Java, où les Hollandais ont installé le siège de la Compagnie néerlandaise des Indes orientales. Dans les Collections des récoltes botaniques du Muséum, on trouve quelques spécimens de plantes collectées en Indonésie par Commerson.

## Les Mascareignes et Madagascar
Après la traversée de l'océan Indien, l'expédition arrive à l'île de France (aujourd'hui l'île Maurice) le 8 novembre 1768. Bougainville repartira un mois plus tard pour la métropole mais laissera Commerson et sa fidèle compagne Baret à l'île de France. Commerson est accueilli chaleureusement par Pierre Poivre, une vieille connaissance qui est maintenant l'intendant des îles de France et de Bourbon. L'intendant lui offre d'excellentes conditions de travail : un immense jardin botanique, le Jardin de Pamplemousses, le premier jardin botanique de plantes tropicales créé au monde, et en outre une augmentation de 30 % de son traitement et un logement de fonction dans une superbe dépendance de l'Intendance, à Mon Plaisir.

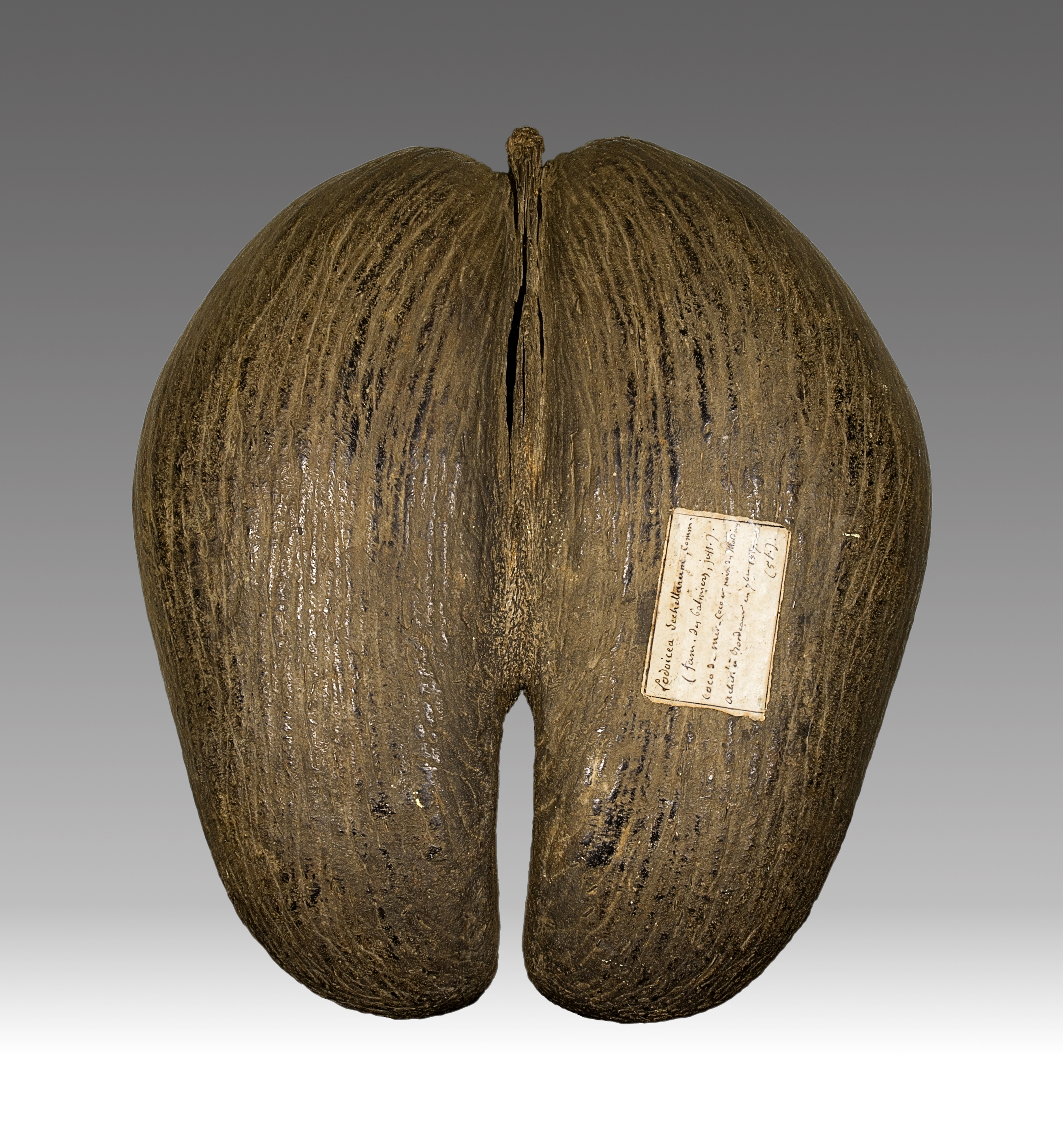
Coco-fesses MHNT

Commerson reprit ses herborisations. Des dizaines d'herbiers de l'île Maurice ont été retrouvées dans ses caisses. Il entreprit aussi de recenser les palmiers. Il eut tout de suite un coup de cœur pour un coco de mer rapporté des Seychelles par l'ingénieur Barré, et nommé coco-fesses en raison de sa ressemblance frappante avec cette partie de l'anatomie humaine. Le découvreur de la Nouvelle-Cythère le dessinera et le fera dessiner par Paul Philippe Sanguin de Jossigny dans une série de 15 planches conservées au Muséum. Il baptisera ce palmier Lodoicea callipyge, avec pour nom de genre Lodoicea en honneur à Louis XV (latin Lodoicus ; 1710-1774), roi de France qui a commandité le voyage autour du monde de Bougainville auquel Commerson a participé. Louis XV s'intéressait aux sciences. Quant à l'épithète spécifique callipyge, elle vient du grec ancien καλλίπυγος, kallípugos (« qui a de belles fesses »), épithète d’Aphrodite. Le nom retenu par la nomenclature est Lodoicea maldivica, car les graines de ce palmier endémique des Seychelles ont d'abord été trouvées sur les plages des Maldives.
Commerson part ensuite explorer la grande île de Madagascar, située à 1 100 km à l'ouest. Il sera accompagné de Pierre Sonnerat, neveu de Pierre Poivre et excellent naturaliste dessinateur, mais Jeanne Baret ne fait pas partie du voyage. Il s'émerveille de la spécificité de la flore de Madagascar « c'est là que la nature semble s'être retirée comme dans un sanctuaire particulier pour y travailler sur d'autres modèles que ceux auxquels elle s'est asservie dans d'autres contrées » écrit-il.
En moins de deux mois, le naturaliste aura le temps de récolter 495 échantillons et de faire des observations utiles sur les plantes à usage médicinal, notamment dans le traitement des blessures, de la dysenterie et des fièvres. C'est là qu'il découvrira l'arbre déjà évoqué plus haut, qu'il dédiera à sa défunte épouse, sous le nom de Pulcheria commersonia (ou Polycardia phyllantoides). Il découvre aussi l’arbre du voyageur, aux vastes feuilles disposées en éventail qui retiennent l'eau à leur base dans un réservoir. Il écrit à ce sujet« Cette sorte de réservoir peut abondamment suffire à plusieurs voyageurs pour les désaltérer en le perçant dans la partie la plus décline ». Il est possible que Commerson soit à l'origine de cette croyance qui est toutefois peu vraisemblable, car cette eau est contaminée par de nombreux insectes et végétaux en décomposition et que de plus il pousse dans des zones très humides où l'eau ne manque pas. Commerson le baptise Dalembertia uranoscopa pour honorer l'académicien, mathématicien et encyclopédiste, Jean le Rond D'Alembert. Le nom retenu par la nomenclature sera celui que lui donna Pierre Sonnerat : Ravenala madagascariensis.
Sur le chemin du retour, le navire subit un fort coup de vent et doit faire une escale à l'Isle Bourbon (maintenant La Réunion) pour réparer les dégâts. Bien sûr, Commerson en profite pour aller herboriser par monts et par vaux. Dans l'île, il récolta 607 échantillons. C'est là qu'il se décide à faire un hommage appuyé à sa fidèle compagne, Jeanne Baret, en lui dédiant un arbre, "le bois de quivi", avec le nom de Baretia quivia. « Cette plante aux atours ou au feuillage ainsi trompeurs, note-il malicieusement, est dédiée à la vaillante jeune femme qui, prenant l'habit et le tempérament d'un homme, eut la curiosité et l'audace de parcourir le monde entier, par terre et par mer...Elle sera la première femme à avoir fait le tour du globe terrestre, en ayant parcouru plus de quinze mille lieues. Nous sommes redevable à son héroïsme de tant de plantes jamais récoltées jusqu'alors, de tant de collections d'insectes et de coquillages, que ce serait préjudiciable de ma part, comme de celle de tout naturaliste, de ne pas lui rendre le plus profond hommage en lui dédiant cette fleur ». Mais encore une fois un nom différent sera retenu par l'histoire de la nomenclature : Turraea heterophylla Sm.

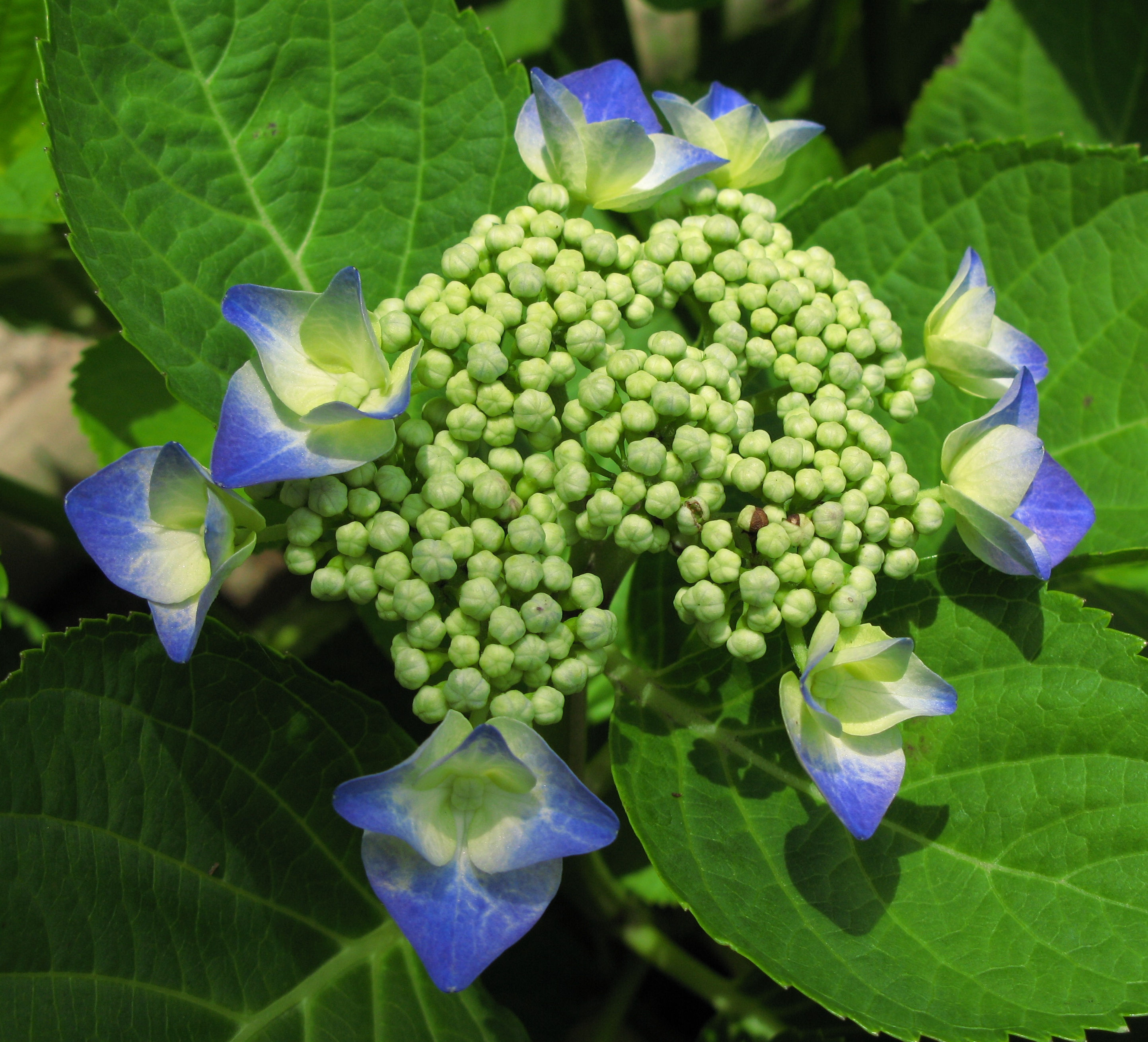
Hortensia dédiée à Hortense par Commerson

Commerson découvre aussi ce qu'on appellera plus tard l' Hydrangea macrophylla, probablement apporté par les navigateurs hollandais. Il lui attribue d'abord le nom de Peautia coelestina en hommage à Mme Lepaute, une amie astronome, (Peautia renvoie à Lepaute et coelestina à l'astronomie). Il se ravise ensuite quand il s'aperçoit qu'il a déjà utilisé le nom de Peautia et choisit le terme de Hortensia, probablement parce que Mme Nicole-Reine Lepaute se faisait appeler Hortense dans l'intimité. En 1789, il envoie un spécimen sec à Paris où Lamarck le décrit sous le nom de Hortensia opuloides (Lamarck, 1789).

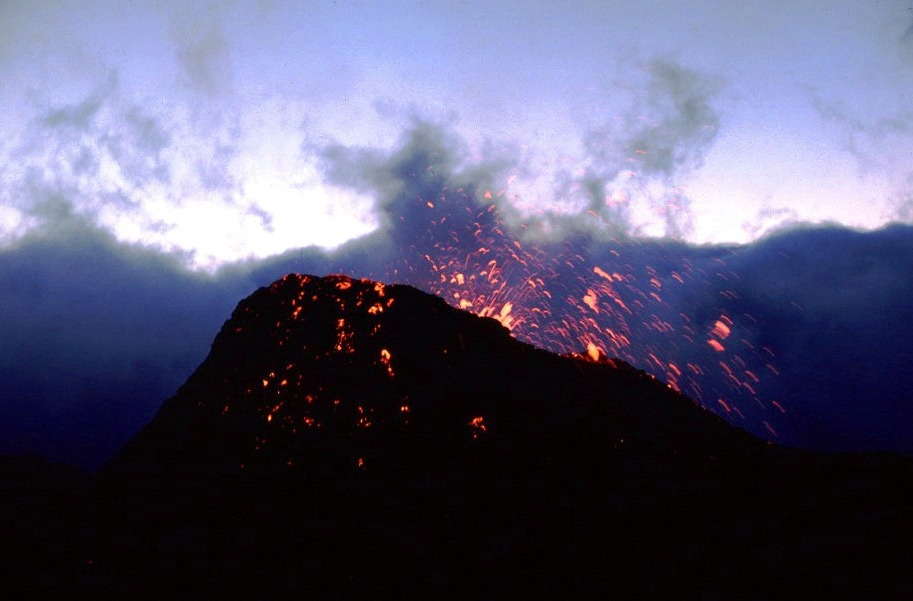
Éruption du Piton de la Fournaise

À l'île Bourbon (La Réunion), Commerson participe à une grande expédition au « Volcan de Bourbon » (Piton de la Fournaise). À lui, se sont joints son dessinateur, le jeune Paul Sanguin de Jossigny (21 ans) et Lislet-Geoffroy (16 ans) qui est son herboriste attitré pour cette mission ainsi que trente-deux porteurs noirs, en tout pas moins de quarante-cinq personnes. Dans des conditions météorologiques difficiles, ils peuvent observer le volcan en éruption et rapporter des échantillons de lave.
Commerson revient à l'île de France en février 1771 et meurt prématurément le 13 mars 1773 à Flacq, à l'âge de 45 ans, avec à ses côtés sa fidèle Jeanne Baret.
Une semaine plus tard, l'Académie des Sciences, qui n'est pas au courant de son décès, l'élit membre associé.
Toute sa vie, Philibert Commerson n'eut de cesse d'herboriser, d'établir des herbiers, de décrire des insectes, poissons et autres animaux. Mais sa mort prématurée ne lui a pas laissé le temps de publier le moindre de ses travaux.
Ses collections et papiers sont rassemblés dans 34 caisses et embarquées sur le vaisseau  La Victoire en novembre 1773 pour la métropole. Elles rassemblent :
- des herbiers de Maurice, La Réunion, Madagascar, des Philippines, des cocos de mer
- des reptiles, des dépouilles d'oiseaux, des coquillages, des crabes, des insectes, des poissons, des éponges, des madrépores, des laves
- des documents manuscrits, des dessins.

Toutes ces collections seront remises au Jardin du Roi.

## Postérité
Philibert Commerson laisse de nombreux manuscrits et un très important herbier au Muséum national d'histoire naturelle ainsi qu'à l'herbier de l'Institut de Botanique de Montpellier. Mais l'histoire ne peut pas rendre véritablement justice à son œuvre car une grande partie d'entre elle a été soit perdue (une grande partie des plantes qu'il récolta en Amérique du Sud n'est jamais arrivée), soit utilisée à leurs propres comptes par d'autres naturalistes. Jussieu ne mit pas d'ordre dans les papiers de Commerson, qu'il devait publier mais qui resteront dans une caisse retrouvée dans un grenier de la maison de Buffon. Une partie de ses manuscrits sont intégrés par Lacépède  (1756-1825) dans ses propres œuvres. Quant à ses poissons, ils sont retrouvés près de 70 ans plus tard, rangés dans une caisse dans le grenier de Buffon (1707-1788), et seront enfin décrits par André Duméril (1774-1860). Son destin n'est pas sans rappeler celui de Johann Reinhold Forster (1729-1798).
Son herbier, constitué dans sa jeunesse vers 1754, est déposé au Muséum et est estimé à plus de 6 000 spécimens représentant plus de 3 000 espèces.
Son nom a été donné

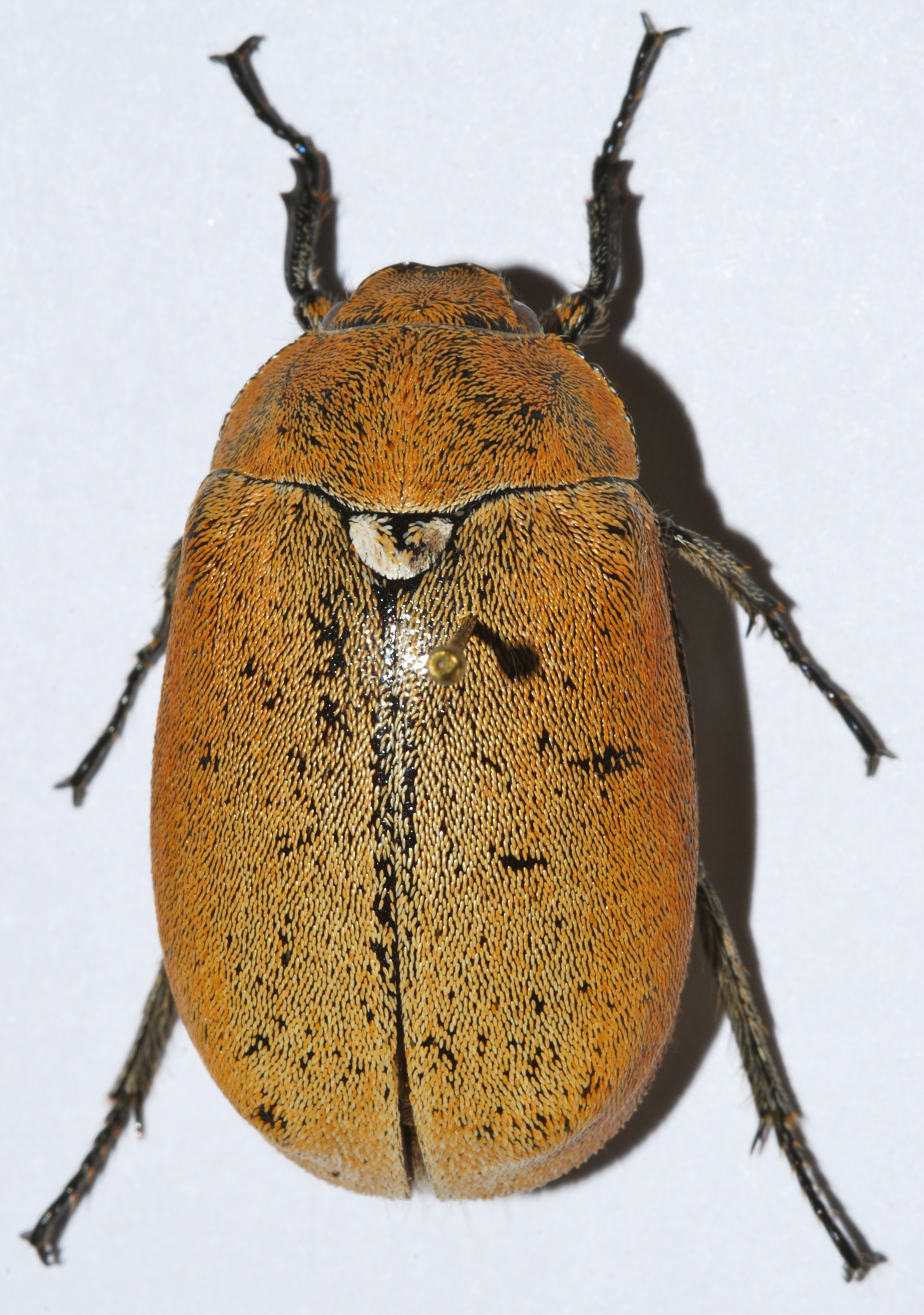
Le hanneton Encya commersoni

- À un cratère du massif du Piton de la Fournaise, le cratère Commerson à La Réunion, un massif qu'il a visité avec Jean-Baptiste Lislet Geoffroy comme guide ;
- À un oiseau de la famille des strigidae, le petit-duc de Commerson (Mascarenotus sauzieri) ;
- À un petit cétacé, le dauphin de Commerson (Cephalorhynchus commersonii) ;
- À un genre de plantes australiennes de la famille des malvacées, Commersonia ;
- À plus d'une centaine d'espèces de plantes[34] ;
- À plusieurs espèces d'insectes ;
- À une avenue du jardin botanique de Pamplemousses ;
- À un amphithéâtre de l'université de La Réunion[35] ;
- Au bateau semi-rigide de la réserve naturelle nationale des Terres australes françaises[36].

Le voyage de Philibert Commerson et Jeanne Barret autour du monde est raconté dans le Passage de Vénus, bande dessinée inachevée de Jean-Pierre Autheman, Tomas Bergfelder et Jean-Paul Dethorey éditée chez Dupuis. Son histoire a été également romancée dans le livre de Fanny Deschamps intitulé La Bougainvillée, et dans celui de Jean-Jacques Antier : La Prisonnière des mers du Sud.
L'administration des Terres australes et antarctiques françaises l'a honoré d'un timbre-poste à son effigie en 2023 (Yvert n° 1029).